# Michael J. Flynn
Michael J. Flynn (nascut el 20 de maig, 1934 a Nova York) és un professor americà emèrit de la Universitat Stanford. Va cofundar Palyn Associates amb  Max Paley i és president de Maxeler Technologies. va proposar la Taxonomia de Flynn el 1966.

## Formació Acadèmica
Michael J. Flynn es va graduar de ciències en enginyeria elèctrica pel Manhattan College l'any 1955. Cinc anys més tard, al 1960, va obtenir el grau d'M.S. en Enginyeria elèctrica per la Syracuse University. La tesi que realitzà durant aquest període fou sobre Els circuits de canvi de control equivalent per a amplificadors.
Finalment, Flynn va finalitzar la seva formació acadèmica amb el Ph.D. en Enginyeria elèctrica a la Universitat de Purdue el 1961 amb una tesi sobre les operacions en una memòria associativa. D'aquesta manera, Flynn va obtenir els màxims reconeixements acadèmics en el camp de l'enginyeria elèctrica.
Anys més tard, el 1998, Flynn obtingué un doctorat honorífic per la Universitat de Dublín.

## Carrera
Es va unir a IBM el 1955 i durant deu anys va treballar en les àrees d'organització i disseny informàtic. Va ser gestor de disseny de prototips de les versions de l'IBM 7090 i 7094 / II, i posteriorment per a la Unitat de Processament Central System 360 Model 91.
Flynn va proposar la Taxonomia de Flynn durant l'any 1966, un mètode per classificar ordinadors digitals. Aquest mètode segueix sent emprat avui en dia. D'aquesta manera, Flynn es convertí en un dels pares de l'enginyeria de computadors.
Entre 1966 i 1974, el professor Flynn fou docent de la Northwestern University i de la Johns Hopkins University. A l'any 1975 es va convertir en Professor d'enginyeria Elèctrica a la Universitat Stanford i va ser Director del Laboratori de Sistemes Informàtics de 1977 a 1983.
Va ser president fundador del Grup d'Interés Especial ACM sobre Arquitectura de Computadors i del Comitè Tècnic d'Arquitectura de Computadors de l'IEEE Computer Society.
Flynn co-va fundar Palyn Associates amb Maxwell Paley i el 2014 fou nomenat president de Maxeler Technologies.
És autor de cinc llibres i més de 250 documents tècnics entre els quals s'inclouen més de 180 papers.
També compta amb dues patents als Estats Units d'Amèrica: "Unitat d'execució composta per la pluralitat de matrius de processadors virtuals" i "Aparell i mètode en un sistema operatiu de computació de múltiples operadors per identificar la especificació de situacions de tasques múltiples i controlar l'execució d'aquestes".

## Recerca Actual
Actualment, el professor Flynn segueix realitzant investigacions en diversos camps, tals com l'arquitectura de microprocessadors i eines de suport VLSI, aritmètica informàtica, interconnexions òptiques i bases neuronals per a la informàtica. Tot i així, actualment només està inscrit a un programa d'investigació: "Stanford University-Tohoku University Joint Research Program on Computer Architecture" (1985 - present).

## Premis
El professor Flynn va rebre el Premi ACM / IEEE Eckert-Mauchley de 1992 per les seves contribucions tècniques a l'arquitectura de computadors i de sistemes digitals. Va rebre, també, l'IEEE-CS Harry Goode Memorial Award l'any 1995, en reconeixement de la seva destacada contribució al disseny i classificació de l'arquitectura de computadors.
El 1995 va rebre el premi Harry H. Goode Memorial.
Doctor honoris causa del Trinity College (Universitat de Dublín), Irlanda. Juliol 1998.
El 1998 va rebre la Medalla Tesla de la Societat Internacional de Tesla (Belgrad) "Per contribucions importants a l'arquitectura informàtica".
Fellow, World Innovation Foundation, 24 de novembre de 2003 
El 2009, Flynn va rebre un doctorat honorífic per la Universitat de Belgrad.
El 2015 va rebre el premi Computer Pioneer per la junta de governadors de la IEEE Computer Society.